# Remasterização
Remasterização refere-se à uma melhora da qualidade do som ou da imagem, ou dos dois, de mídias de entretenimento criadas anteriormente, sejam elas audiofônicas, cinematográficas ou videográficas.

## Remasterização
Remasterização é o processo de criar um novo master para uma música, filme, jogo eletrônico ou qualquer outra criação. A era moderna oferece as publicadoras maneiras quase ilimitadas de melhorar suas mídias de entretenimento, e cada lançamento promete melhores em som, vídeo e outros. Os produtores esperam que essas atualizações atraiam pessoas a refazerem a compra, ou que atraiam novos consumidores a consumirem mídias antigas com melhor qualidade.